# 네팔 노동자농민당
네팔 노동자농민당(영어: Nepal Workers Peasants Party, 네팔어: नेपाल मजदुर किसान पार्टी)은 카트만두에서 15km 떨어진 박타푸르 지방을 기반으로 하는 극좌 정당이다. 현재 네팔 의회에 1석을 차지하고 있다.
마오쩌둥 사상을 따르는 네팔 공산당이 자본가·지주와의 타협주의를 추구하자 탈당한 계파로 이루어져 있다. 당수인 나라얀 만 비죽체(Narayan Man Bijukchhe)와 중앙위원회 위원들은 마오쩌둥 사상에 자본가·지주와 타협을 추동할 수 있는 요소가 있다고 판단하여 주체사상을 당의 정식 지도 이념으로 정하였다.